# トリコロ
『トリコロ』（tricolour-sisters+1girl nanase family's 4koma story）とは海藍の4コマ漫画の代表作である。
主に、芳文社刊「まんがタイムきらら」の創刊号（2002年7月号）から2005年5月号まで 連載された。「まんがタイムきらら」においては、2002年10月号から2004年5月号まで20号にわたって連続して表紙と巻頭カラーを飾った。2004年6月にはドラマCD、同年7月にはファンブックが発売された。きらら掲載時代は同誌はもちろん「あずまんが大王」と並ぶ「萌え4コマ」そのものを代表する作品の一つでもあった。
「まんがタイムきらら」からアスキー・メディアワークス刊「月刊コミック電撃大王」に掲載誌が変更になり、同誌2006年6月号から掲載が始まった。2008年1月号より単行本作業を理由に休載したが、2009年6月号より連載を再開。しかし、その次の7月号で連載はまた終了した。8月号から同一作者による『特ダネ三面キャプターズ』の連載が開始され、本作は不定期掲載作品とされた。告知文によれば掲載時にはその前号で予告があるとされていたが、2011年7月に『特ダネ三面キャプターズ』の連載が「作者急病」を理由に終了となるまでの間、本作が掲載されることは一度も無かった。

## 作品概要
主人公の七瀬八重は母親の幸江と2人暮らしの高校2年生。ある日突然、母親の友達の娘であるという青野真紀子と由崎多汰美の2人が引っ越してきて、七瀬家に同居することになる。しかも、2人とも八重と同い年で翌日から同じ高校に通うことに。
さらにクラスメイトの潦景子を加えた4人の賑やかな日常を時にコミカルに、時に人情味たっぷりに描いている。

## 登場人物
声はコミックスイメージアルバムCDより。
七瀬 八重（ななせ やえ）
声 - 福圓美里
主人公。17歳、県立道星高校2年生。血液型O型。
基本的に優しく、利他的な性格。献血などの、他人のための善行を行う際に後光を放つ。ただし、時折サディスティックな一面を見せる。言葉遣いは母親の幸江以外には基本的に丁寧語。
容姿は幼く、平均身長よりも明らかに背が低いことを気にしている（仲間内での話題が体の成長などに及ぶと、「夕食を整腸薬にする」などと脅すこともある）。誕生日は真紀子や多汰美より半年以上早いが、この2人には妹扱いされている。
幼い頃は人見知りする性格で一人で遊んでいることも多かったと語っており、また恥ずかしい過去や辛い思い出を複数封印している描写がある（というよりは、父親が「いなくなった」事を境にそれ以前の記憶を封印している節がある）。
ボリュームがある長い髪を後ろで2本の三つ編みにしている。この髪は様々な物を吸い込む特性があり、「四次元空間」と評される事がある。
肉体年齢が実年齢を大きく上回る描写が多く、言動も時々年寄り臭くなる。激しい運動をした翌日からの数日間全身筋肉痛に苛まれたことがあり、湿布に精通している。
勉強や運動はダメだが、お金の計算に関しては高級干し柿の単価などを即座に計算している。
料理が非常に得意で、自宅の食事を担当している事も多い。その腕前は和弥に「八重ちゃんは今年でさんじゅう…」と言わせ、幸江には「まあ、上達したこと…」と感心された。普段はローカロリーでヘルシーなものを作るよう心がけているが、その反動で2年に1度ほど朝から晩まで「カロリー無視の料理を大量に作る日」があり、作中では1日で20品程作ったことがある。
早口言葉が苦手で、滑舌が悪い時がある。(「坊主が屏風に上手に坊主の絵を描いた」を「ぼうずがぼうずにぼうずにぼうずのっ！」と言い、真紀子に「坊主何人おんねん」とつっこまれた。)
驚いたときなど口を大きく開けたとき、口の中にのどちんこ周り（U字型のもの）が描かれることがある（他の人物にも同様に描かれることもあるが、本作では八重に描かれることが多い）。
異常な幸運の持ち主で、真紀子たちからは「成長を犠牲にして幸運を手にする能力がある」とからかわれている。これまでに懸賞で当てた最も高価な物は高級外車で、これを自室代わりにしていたこともあった。この車両は現在は八重の父方の祖父（岐阜在住）が預かっている。
駄洒落好きだが、周囲の受けは悪い。しばしば真紀子や多汰美から携帯電話のカメラで駄洒落を喋る様子を動画で隠し撮りされている。
テレビゲームも得意で、シューティングゲームで多数の敵弾に包囲された状態から全弾回避するほどの腕前。
愛用の携帯電話はNTTドコモ・SH901iC→au・W51SA。
青野 真紀子（あおの まきし）
声 - 岡田加奈子
七瀬家同居人。17歳、県立道星高校2年生。大阪出身。血液型A型。
眼鏡を掛けている知的キャラ。登場人物の中では最も常識的な性格をしており、物語においては主にツッコミ役。ただしエロティックな言葉にしばしば敏感に反応し、多汰美や景子から「エロガッパ」呼ばわりされる事も多い。また、金銭的な事についても敏感。
料理は不得意。引越しの際「たこ焼き焼き機」を持参していたが、作る描写は無い。
犬が苦手で、犬に怯えている状態では頭頂部の髪の毛の一部が『オバケのQ太郎』のように逆立つ。
体重を特に強く気にしていて、景子にその事についてしばしばからかわれている。なお、体重がもとで偶然とはいえ視力の回復に成功している。
父親が画家で、自身も絵が非常に上手いが、編み物が苦手。学校の課題のセーターも八重の協力で何とか編み上げるも、出来映えは穴だらけで悲惨なものであった。
愛用の携帯電話はNTTドコモ・SO504i→NTTドコモ・F504iS→au・W21S。
名前の由来は「青のMegane Maxi」から。
由崎 多汰美（ゆざき たたみ）
声 - 松来未祐
七瀬家同居人。17歳、県立道星高校2年生。広島出身。血液型B型。
天然故のボケっぷりは他の追随を許さない。しばしば突拍子も無い言動を見せ、平然と嘘情報を口走る。
高価なものを察知すると、「ハイエナじみたオーラ」を発する。この状態では両耳がハイエナのそれのように変化し、また時々犬や悪魔を彷彿させる尻尾も生えてくる。真紀子だけがそれらを視認できる描写があるが、学校で不特定多数の人間に目撃されて怪談になったことがある。
中学時代は陸上部だったこともあり、高い運動能力と体力がある。ハイエナ化するとさらに強化され、歩いて片道30分かかる場所まで数分で往復したり逃げる犬を捕獲したりすることもできる。
八重たち4人の中では最もスタイルが良く、ウエストはおよそ50cmちょっとと語っている。
動物に懐かれる体質であり、「くろ」が東香の家に居つかない理由を唯一見抜いている。
勉強や料理、絵は不得意で、特に料理は引越しの際にお好み焼き用の鉄板とヘラを持参したが、実際に作った広島風お好み焼きは食べられる味ではあったが後から腹痛を起こすものだった。
時折ステルス戦闘機を用いたネタを言ったり、寓話「金の斧」の女神の真似をしたりする。
ヘアピンで身体のバランスを保っており、外すとバランスが崩れる。ピッキングやダーツとしてこれを用いた事もある。
実家から送られた荷物の箱に「広島県警察」と印刷されている など、実家が極道なのではないかと思われる描写がたびたびある。
雨を真下から見られることからビニール傘を愛用しているが、使用後に干すことをさぼって「お亡くなりに」させてしまうことが多い（ドラマCDより）。
愛用の携帯電話はau・W31SA。
名前の由来は畳から。
潦 景子（にわたずみ けいこ）
声 - 井上奈苗
八重たちのクラスメイト。16歳、県立道星高校2年生。あだ名は「にわ（ちゃん）」。
自宅は高級マンションの20階で、高級外車（母・和弥の項参照）に乗る。両親は景子と接する時間はあまり多くはないが景子自身は両親の立場を充分理解しており、不満を漏らす事もなく関係は良好。
元々はコミュニケーション不足故の不器用さから虚勢を張ってしまっていたが、八重に優しく料理を振舞われてからは打ち解け真紀子、多汰美らと4人で過ごす事が多くなった。八重たちと親しくなって以降も彼女らには「七瀬」「青野」「由崎」と苗字で呼びかけ、意地や見栄を張ることがある。
八重に対しては傍目には友情というよりは「百合」的な恋愛感情めいたものと取れる言動や行動が目につくようになり、事あるごとにスキンシップを行なうようになる。
会社勤めをしている両親が多忙のため食事は出来合い物が多く昼食もコンビニ弁当が多かったが、八重たちと一緒に過ごすようになってからは八重に弁当を作ってもらっている。
幼いころに犬にかまれてから犬が苦手になる。犬に怯えている状態では真紀子と同様に頭頂部の髪の毛の一部が逆立つ。
望遠鏡を使って見るような遠くのものを見通せるほど視力が良い。
時々「あによ（何よ）」「あんで（何で）」といった訛り（東京郊外の関東弁）が出る。ただし他の訛りは出ていない。
料理を苦手としていたが、八重の指導により徐々に上手くなってきている。
八重たちがプールへ行ったと聞くや、自分の水着と（水着姿の八重を撮るための）デジタル一眼レフカメラを購入してプールへ向かったことがある。
真紀子をからかうのが好きで、仕返しに頬を引っ張られたり髪を蝶々結びにされるなどの反撃を受ける。
愛用の携帯電話はボーダフォン（現・ソフトバンク）・702NK。
名字の由来は、八重たちと出会う前の彼女が雨の日に広がってゆく潦（水たまり）をずっと眺めているイメージから。八重の妹的な位置づけで生まれたキャラでもある。
七瀬 幸江（ななせ さちえ）
声 - 土井美加
八重の母。42歳。真紀子と多汰美の母とは友人で、元棋士。
高価なものを察知すると多汰美同様に「ハイエナじみたオーラ」を発する他、風を操ることができるらしい。
10代から棋士を目指していたので高校には入学していない。そのためもあってか高校の制服に憧れを持ち、八重たちの目を盗んではこっそりと着るも八重に見つかり泣かれることがある。潦家に来た時にも、景子の中学時代の制服を着た。
口元に豊齢線があり他の登場人物よりやや年嵩な容姿であるがプールで着る水着に黒ビキニを選択するなど八重とは逆に気は若く、スタイルもいい。八重と同年代の頃は着物の似合う大人びた容姿をしており、八重は「お父さん似」と言われている。
七瀬家の3人娘の中では多汰美と波長が最も合い、多汰美と同時にハイエナ化したり売れ残っていた花火セットを「ビンテージ物」だと騙されたりする。
歯医者、特にドリルで歯を削られるのを極端に嫌う。幸江が5歳の頃、虫歯になったこととそれを黙っていた事に対する罰として麻酔無しで歯をドリルで削られたことが原因。
携帯電話は特に所持している様子は無く（娘たちと違い契約をしていない可能性もある）、固定電話で±0のコードレス電話を使用している。
ななせ
七瀬家に身を置く鳩。性別は不明。七瀬家の住人たちや、景子の頭の上によくとまっている。「ななせ」とは景子の命名。
元々は台湾の伝書用もしくは競技用鳩だったようだが羽を傷めてうまく飛べなくなり、長織市内の公園の鳩の群れに混じっていた。そこにやって来た八重たちに懐き、家まで付いてきた。その後また野良に戻っていたが、再び七瀬家に舞い戻って住み着いている。
多少のデフォルメ描写もあろうが鳩にしては異常なまでに太っており、まるで風船玉のような胴体に頭部・翼・脚が付いているような格好である。
七瀬家に住み着いてから傷めた羽は治りつつあるが、太り過ぎもあって飛行能力は逆に衰えつつある。屋内などの非常に短い距離でしか飛ばなくなっており八重たちからは長距離を飛べる事さえ忘れられかけていたが、飛行能力自体は失くしていない。
登場初期の1コマを除き目は描かれず、作者の他作品での動物キャラクターに見られる汗マークもほとんど描かれないため表情は見て取れないが、人語を解し賢い。
驚いたり興奮したりすると、羽が逆立ちマリモ状になる。
食いしん坊で、菓子やかき氷などを食べる。「カロリー無視の料理を大量に作る日」には、余ったものをほぼすべて食べて身体が一回り大きくなった。
かなり器用でハチの羽音のような音を立てたり、無音のまま滑空することができる。菓子の容器に入ったまま容器ごと飛ぶこともできる。
ほとんど鳴かず寡黙で、七瀬家の住人の誰かが病気を患ったり困難に直面して嘆いているときなどは側に寄り添うなど「家族思い」の面がある。
ただし、勝手に人間の服を着たり、八重たちが空の蜂の巣を見物している時にハチの羽音のような音を立てるなど、悪戯好きな面もある。
時々八重の髪の中に入っているが、吸い込まれたりせず自由に出入りできるらしい。
暗闇が苦手。八重が学校に携帯電話を置き忘れて取りに戻る際は、闇となった校舎の奥に入るのをためらっていた。
潦 和弥（にわたずみ なごや）
景子の実母。顔立ちは娘の景子と似ているが、タレ目。電撃大王移行後に登場。
夫と共に、製薬会社で新薬の研究開発を担当している。多忙で、あまり景子をかまってやれないのが悩み。家事はまったくできない。
手土産にたびたび活車えびを持参する。選ぶのは購入後一日経過しても箱の中で暴れるほど活きの良いもの。
八重たちにはフランクに「なごや」と呼ぶように伝え、多汰美はフランクが度を越し「なごやん」と呼んでいるが当人は気に入っている。
愛車はBMW・5シリーズサルーン（左ハンドル仕様、ナンバーは「長織301た10-55」）。本革張りシートに、足元はふさふさのベロア敷物と豪華な内装。八重たちは履物を脱いでシートに正座した上、脱いだ履物をひざの上に乗せる。なお乗車中は多汰美がハイエナ化する。八重たちはそれ以前にも和弥の好意により乗車する機会はあったのだが、豪雨のため服が泥はねだらけでシートを汚す懸念から辞退していた（幸江もその直後に同じ目に遭い、乗車は無理と納得している）。当人も愛車を大事にしており、「できるだけ機械任せにせず自分の手で洗車したい」と話している（この際に八重と同様に光を発していた）。
会社の法事に出るため礼服を探したが見つからず、焦った挙句に景子の中学時代の制服（セーラー服）を着ていこうとする等、やや天然なところがある。
大食いで、八重の「カロリー無視の料理を大量に作る日」には食べきれない七瀬家住人たちにとって救世主となった。
藤間 東香（ふじま あずか）
ローカル線列車を寝過ごした真紀子と多汰美がその終点駅で出会った女の子。小学2年生。
「くろ」と呼ぶ雑種の野良犬を気に入って飼いたいと思っており、度々家に連れてきていたがその度に逃げられていた。多汰美から「時間が解決する」「もう少ししたら逃げなくなる」というアドバイスをもらった後、しばらくして「くろ」を居着かせる事に成功する。
1回しか登場していないが、作者はファンブックで再登場させるつもりであることを語っている。
田畑（たばた）
七瀬家の隣人。直接登場したことはない。些細なことでも警察に通報する。
長織県警察（ながおりけんけいさつ）
田畑さんの通報などにより、しばしば七瀬家へ訪問する。作中には主に男性の制服警官が登場する。
パトカーには1980年代まで警視庁のみで採用されていた「ファンファン」と鳴る補助サイレンを用い、制服や装備は警棒を除いて1993年3月まで採用されていた旧デザインをベースとしている。
郵便配達人（ゆうびんはいたつにん）
七瀬家に小包などを届ける。表札の変化に敏感。
郵政事業民営化以前に描写されたキャラクターのため、服装は当時の日本郵政公社配達員のそれに準じている。

## 舞台
長織市
作品舞台の所在地。関東近郊に位置する架空の都市で、長織県の県庁所在地でもある。
「長織ナンバー」を付けた自動車が走り、「長電タクシー」というタクシー会社も登場している。
七瀬家
長織市すすきヶ原2-8-16に存在する。物語の主な舞台である。
築30年ほどで、八重が生まれる前に七瀬夫妻が中古で購入した。
中2階や広い軒先など個性的な作りをしている。
地震に弱かったが、後に大幅な改修がされる。
天井裏に、大量のスズメバチの巣がある。いずれも、すでにハチはいない。
表札には洒落で「長女 真紀子」「次女 多汰美」「三女 八重」と書いてある。時折知識や技能の秀でた順に入れ替わる。
潦家
耐震等級が高く、非常電源をもつ高級マンションの20階に住んでいる。
このマンションは七瀬家周辺では最も高い建物である。
メゾネット形式で、ウォークインクローゼットも設置されている。
大型テレビとサラウンドスピーカーのホームシアターを完備し、照明は全てLED。
部屋のベランダは七瀬家の方角を向いており、景子がしばしば覗いている模様。
（長織）県立道星高等学校
七瀬家姉妹と景子が通う学校。小高い丘の上にあり、木々が多くおおらかな校風の学校。
八重たち4人以外は作中に生徒はほとんど登場しないが、学校行事などのシーンの背景に男子生徒らしき者も描かれている。
職員室が2か所も存在している。

## 書誌情報等

### 掲載誌
- まんがタイムきらら - 創刊号（2002年7月号）から2004年3月号、同年9月号から2005年5月号。
- まんがタイムナチュラル - 2002年11月号から2003年10月号。
- まんがタイムスペシャルにもゲスト掲載されている。
- 月刊コミック電撃大王 - 2006年6月号から。

### 単行本
まんがタイムKRコミックス（芳文社）
1. 2003年7月26日刊行 ISBN 4-8322-7501-1
2. 2004年3月27日刊行 ISBN 4-8322-7505-4

ファンブック（芳文社）
- トリコロプレミアム（2004年8月1日刊行） ISBN 4-8322-7513-5
海藍自身による解説つきの設定資料集。「まんがタイムきらら」表紙イラスト集、描き下ろし4コマ漫画等を収録しているほか以下のようなものが付録となっている。
  - 描き下ろしポスター
  - 福袋 - ポストカード、ステッカー、コミックスセカンドカバー等
  - CD-ROM - トリコロ名物“かきみーら”お土産風ケースに収納、パソコン用のアイコンや壁紙を多数収録

英訳版（米DrMaster）
ペーパーバック製本で、印刷画質は良くない。
1. 2005年7月刊行 ISBN 1-58899-301-9
2. 2005年9月刊行 ISBN 1-59796-015-2

電撃コミックスEX（メディアワークス）
1. MW-1056

- - 特装版（2008年2月27日刊行） ISBN 978-4-8402-4215-8
    - 「まんがタイムきらら」掲載末期分[8] や『ママはトラブル標準装備!』等の単行本未収録作品を収録した冊子「稀刊ツエルブ twelve」が付属している。

  - 通常版（2008年3月10日刊行） ISBN 978-4-8402-4242-4

### CD
- トリコロ ／ 海藍 KICA 640

2004年6月23日発売。
コミックスイメージアルバムCDは、キングレコード・スターチャイルドレーベルより発売された。
七瀬家の夕食をイメージした料理レシピや料理中のイラスト等が掲載された描き下ろし絵本「きょうのごはん。」付属。
内容はドラマパートと、オリジナルイメージソング5曲が組み合わされた構成となっている。ドラマパートは、雨の日のエピソードとなっている。ドラマのBGMにはサティやバッハ、ドビュッシーなどの曲が使用される。
絵本のみならずライナーノートや外箱のイラストやカットもすべて描き下ろしでさらにドラマパートの脚本、CDの構成にも海藍自身が大きく関与している。ライナーノートには海藍のコメントのほか学校や街並み、七瀬家の庭の美術設定画やドラマパートのイメージを伝えるための絵コンテが収録されている。
収録内容
1. あじさい（作詞・作曲・編曲・唄：みやざきみえこ）
2. メリーポピンズ
3. ふたつのこもりうた（作詞・作曲・編曲・唄：みやざきみえこ）
4. 羅生門
5. ミネラル
6. Ripples（作詞：竹中あこ、作曲：竹中三佳、編曲：大森俊之、唄：竹中あこ・竹中三佳）
7. 違いのわかる人間
8. 水鏡
9. Between Greens（作詞：竹中あこ、作曲：竹中三佳、編曲：大森俊之、唄：竹中あこ・竹中三佳）
10. turn
11. Blue Swing（作詞・作曲・編曲・唄：みやざきみえこ）